# Lelese
Lelese é uma comuna romena localizada no distrito de Hunedoara, na região histórica da Transilvânia. A comuna possui uma área de 75.81 km² e sua população era de 427 habitantes segundo o censo de 2007.